# Stephen Lee (vescovo)
Stephen Lee (李斌生S, Lǐ BīnshēngP, trascritto anche Lee Bun Sang; Hong Kong, 10 novembre 1956) è un vescovo cattolico cinese.

## Biografia
Stephen Lee Bun Sang è nato il 10 novembre 1956 ad Hong Kong, sede dell'omonima diocesi. È stato battezzato in età adulta nel 1976, a 19 anni.

## Formazione e ministero sacerdotale
Ha frequentato l'Oxford Polytechnic e la School of Architecture di Londra conseguendo il baccellierato in architettura nel 1981. Ha svolto per due anni la professione di architetto prima a Londra e poi ad Hong Kong.
Già quando era Londra era entrato a far parte dell'Opus Dei divenendone membro numerario; nel 1984 ha deciso di entrare in seminario per seguire gli studi filosofici e teologici prima ad Hong Kong e poi presso il Collegio romano della Santa Croce.
Nel 1990 ha conseguito il dottorato in diritto canonico all'Università di Navarra a Pamplona.
È stato ordinato presbitero il 20 agosto 1988 nel santuario di Torreciudad a Huesca in Spagna e incardinato nell'Opus Dei.
Nel 1989 ha iniziato a svolgere attività pastorale a Hong Kong come cappellano presso alcuni centri e scuole di formazione dell'Opus Dei nonché come difensore del vincolo del tribunale diocesano di Hong Kong. Nel 1994 è diventato il supervisore della scuola cattolica Tak Sun, legata all'Opus Dei.
Nel 2011 è stato nominato dal vescovo Javier Echevarría Rodríguez, prelato dell'Opus Dei, vicario regionale dell'Opus Dei per l'Asia orientale.
Oltre alla sua preoccupazione per l'educazione dei bambini e dei giovani, la sua attività pastorale si è concentrata anche sull'organizzazione di ritiri spirituali, nonché sulla catechesi e l'insegnamento della dottrina cattolica nell'Opus Dei e in varie parrocchie e comunità religiose della diocesi di Hong Kong.
Essendo un esperto in diritto canonico, si è interessato particolarmente al problema di come applicare la legge canonica in situazioni irregolari, come quelle vissute dalla Chiesa cattolica nella Cina continentale, la cui autonomia e libertà religiosa sono severamente limitate dalle autorità della Repubblica Popolare Cinese e, in particolare, dall'Associazione patriottica cattolica cinese.

### Ministero episcopale
L'11 luglio 2014 papa Francesco lo ha nominato vescovo titolare di Nove e vescovo ausiliare di Hong Kong; ha ricevuto l'ordinazione episcopale il 30 agosto seguente dal cardinale John Tong Hon, vescovo di Hong Kong, coconsacranti il cardinale Joseph Zen Ze-kiun, vescovo emerito di Hong Kong, e l'arcivescovo Savio Hon Tai-Fai, segretario della Congregazione per l'evangelizzazione dei popoli.
Nella diocesi di Hong Kong ha coordinato la pastorale della famiglia, la pastorale scolastica, la catechesi, la formazione dei laici, il comitato diocesano di bioetica, la commissione liturgica e l'ufficio diocesano delle comunicazioni sociali.
Il 16 gennaio 2016 lo stesso Papa lo ha trasferito alla diocesi di Macao di cui ha preso possesso canonico il successivo 23 gennaio.

## Genealogia episcopale
La genealogia episcopale è:
- Cardinale Scipione Rebiba
- Cardinale Giulio Antonio Santori
- Cardinale Girolamo Bernerio, O.P.
- Arcivescovo Galeazzo Sanvitale
- Cardinale Ludovico Ludovisi
- Cardinale Luigi Caetani
- Cardinale Ulderico Carpegna
- Cardinale Paluzzo Paluzzi Altieri degli Albertoni
- Papa Benedetto XIII
- Papa Benedetto XIV
- Papa Clemente XIII
- Cardinale Bernardino Giraud
- Cardinale Alessandro Mattei
- Cardinale Pietro Francesco Galleffi
- Cardinale Giacomo Filippo Fransoni
- Cardinale Carlo Sacconi
- Cardinale Edward Henry Howard
- Cardinale Mariano Rampolla del Tindaro
- Cardinale Rafael Merry del Val
- Arcivescovo Duarte Leopoldo e Silva
- Arcivescovo Paulo de Tarso Campos
- Cardinale Agnelo Rossi
- Cardinale John Baptist Wu Cheng-chung
- Cardinale John Tong Hon
- Vescovo Stephen Lee Bun Sang